# Tour de Roumanie
Le Tour de Roumanie  est une course cycliste par étapes disputée en Roumanie. Créée en 1934, l'épreuve a fait son entrée dans l'UCI Europe Tour en catégorie 2.2. en 2008. La course n'est pas organisée de 2014 à 2017. Elle fait son retour en 2018 en catégorie 2.2 (à l'exception de 2019, où la course est classé 2.1).

## Palmarès
| Année     | Vainqueur               | Deuxième                | Troisième             |  |
| --------- | ----------------------- | ----------------------- | --------------------- |  |
| 1934      | Marin Nikolov           | Ghenadie Sminoff        | Zamfir Munteanu       |  |
| 1935      | Daniel Zigmund          | Nicolae Ion Tapu        | Versi Lipinski        |  |
| 1936      | Pierre Gallien          | Stjepan Grgac           | Carol Kutzbach        |  |
| 1937-1945 | Non-disputé             |                         |                       |  |
| 1946      | August Prosenik         | Nicolae Chicomban       | Ion Strain            |  |
| 1947-1949 | Non-disputé             |                         |                       |  |
| 1950      | Constantin Sandru       | Vittorio Nicolozzo      | Ervant Norhadian      |  |
| 1951      | Marin Niculescu         | Nicolae Chicomban       | Gheorghe Sandu        |  |
| 1952      | Non-disputé             |                         |                       |  |
| 1953      | Nicolae Vasilescu       | Nuta Petre              | Gheorghe Sandu        |  |
| 1954      | Constantin Dumitrescu   | Stefu Stefan            | Constantin Istrate    |  |
| 1955      | Constantin Dumitrescu   | Ludovic Zanoni          | Stefu Stefan          |  |
| 1956      | Constantin Dumitrescu   | Gabriel Moiceanu        | Nicolae Maxim         |  |
| 1957      | Non-disputé             |                         |                       |  |
| 1958      | Gabriel Moiceanu        | Ludovic Zanoni          | Maricel Boinea        |  |
| 1959      | Ion Cosma               | Gabriel Moiceanu        | Gheorghe Radulescu    |  |
| 1960      | Walter Ziegler          | Grunzig Jorg            | Silviu Duta           |  |
| 1961      | Ion Cosma               | Gabriel Moiceanu        | Gheorghe Radulescu    |  |
| 1962-1964 | Non-disputé             |                         |                       |  |
| 1965      | Józef Gawliczek         | Gabriel Moiceanu        | Harald Dippold        |  |
| 1966      | Gheorghe Suciu          | Ion Cosma               | Costantin Ciocan      |  |
| 1967      | Emil Rusu               | Walter Ziegler          | Ludovic Barschel      |  |
| 1968      | Walter Ziegler          | Grigore Constantin      | Vasile Selejan        |  |
| 1969      | Jurgen Wanzlik          | Vasile Teodor           | Alexandru Sofronie    |  |
| 1970-1972 | Non-disputé             |                         |                       |  |
| 1973      | Vasile Teodor           | Vasile Selejan          | Ion Cernea            |  |
| 1974      | Mircea Romaşcanu        | Liubomir Zojoc          | Mustapha Nejjari      |  |
| 1975-1982 | Non-disputé             |                         |                       |  |
| 1983      | Mircea Romaşcanu        | Ionel Gancea            | Cornel Nicolae        |  |
| 1984      | Constantin Carutasu     | Valentin Constantinescu | Ionel Gancea          |  |
| 1985      | Mircea Romaşcanu        | Ionel Gancea            | Gheorghe Kleinpeter   |  |
| 1986      | Frank Schönherr         | Valentin Constantinescu | Dariusz Matuszyk      |  |
| 1987      | Valentin Constantinescu | Olimpiu Celea           | Ludovic Kovacs        |  |
| 1988      | Vasile Mitrache         | Mircea Romaşcanu        | Mihai Orosz           |  |
| 1989      | Danut Catana            | Anton Stelian           | Costel Popa           |  |
| 1990      | Vasie Apostol           | Valentin Constantinescu | Florian Toader        |  |
| 1991      | Svetoslav Riabutxenko   | Costel Popa             | Ilia Gromov           |  |
| 1992      | Vladimir Perelalsny     | Pavel Shumanov          | Iuri Prokopenko       |  |
| 1993      | Jürgen Koberschinski    | Cristian Dabi           | Raoul Grigorici       |  |
| 1994      | Anton Stelian           | Stanimir Odrinski       | Svetoslav Tchanliev   |  |
| 1995      | Igor Mirtianin          | Vitaly Lazurenko        | Danut Catana          |  |
| 1996      | Non-disputé             |                         |                       |  |
| 1997      | Florin Privache         | Ciurtiac Varenin        | Peter Vöhlzoc         |  |
| 1998      | Igor Bonciucov          | Sergei Tretiakov        | Lars Bener            |  |
| 1999      | Sergei Tretiakov        | Alexandre Sabalin       | Bram Tankink          |  |
| 2000      | Vadim Kravchenko        | Sergei Lavrenenko       | Luuc Hutten           |  |
| 2001      | Leonid Timchenko        | Pavel Lupas             | Alexandre Sabalin     |  |
| 2002      | Alexandre Sabalin       | Svetoslav Tchanliev     | Roman Radchenko       |  |
| 2003      | Jelle van Groezen       | Pavel Lupas             | Pavel Nevdakh         |  |
| 2004      | Vladimir Koev           | Mert Mutlu              | Volodymyr Starchyk    |  |
| 2005      | Ivaïlo Gabrovski        | Oleksandr Surutkovych   | Radoslav Konstantinov |  |
| 2006      | Pavel Shumanov          | Dimitar Dimitrov        | Oleksandr Sheydyk     |  |
| 2007      | Daniel Anghelache       | Atanas Kostov           | Stanislav Rudyy       |  |
| 2008      | Rida Cador              | Sander Oostlander       | Svetoslav Tchanliev   |  |
| 2009      | Alexey Shchebelin       | Vladimir Koev           | Pavel Shumanov        |  |
| 2010      | Vladimir Koev           | Bruno Rizzi             | Ioánnis Tamourídis    |  |
| 2011      | Andrei Nechita          | Ioánnis Tamourídis      | Angelo Ciccone        |  |
| 2012      | Matija Kvasina          | Víctor de la Parte      | Johannes Heider       |  |
| 2013      | Vitaliy Buts            | Mykhailo Kononenko      | Ivan Stević           |  |
| 2014-2017 | Non-disputé             |                         |                       |  |
| 2018      | Serghei Țvetcov         | Onur Balkan             | Mateusz Grabis        |  |
| 2019      | Alex Molenaar           | Savva Novikov           | Karel Hník            |  |
| 2020      | Eduard-Michael Grosu    | Nikodemus Holler        | Szymon Krawczyk       |  |
| 2021      | Jakub Kaczmarek         | Serghei Țvetcov         | Szymon Rekita         |  |
| 2022      | Mark Stewart            | Cristian Raileanu       | Jakub Otruba          |  |
| 2023      | Non-disputé             |                         |                       |  |
| 2024      | Davide Toneatti         | Lukáš Kubiš             | Cristian Raileanu     |  |